# Johanna Fischer-Frey
Johanna Fischer-Frey, auch Johanna Fischer, geborene Johanna Frey (20. August 1867 in Klagenfurt – 24. Juli 1907 in Salzburg) war eine österreichische Opern- und Operettensängerin (Sopran).

## Leben
Fischer-Frey bildete sich zur Buchhalterin aus und war schon im Begriff, eine Stelle im Komptoir anzunehmen, als man ihre schöne Stimme entdeckte und ihr riet, diese fürs Theater ausbilden zu lassen. Vier Jahre lang betrieb sie mit großem Eifer beim Klagenfurter Musikdirektor die Gesangsstudien, bis sie 1884 am Salzburger Stadttheater debütieren konnte.
Ihre schöne Figur sowie ihre prächtigen Stimmmittel nahmen sofort für sie ein, und zwei Jahre lang wirkte sie in ersten Operettenpartien an dieser Bühne, bis sie 1886 einem Rufe ans Stadttheater in Würzburg Folge leistete. Dort entwickelte sich ihre Stimme immer mehr, so dass sie auch in großen Opern verwendet wurde, und zwar mit Erfolg (bspw. „Irmentraut“ im Waffenschmied). Nach weiteren zwei Jahren kam sie als Operettensängerin nach Reichenberg und 1888 ans Sommertheater in Braunschweig, wo sie drei Spieljahre hindurch als Liebling des Publikums galt. Dann folgte eine einjährige Tätigkeit am Stadttheater in Magdeburg, von wo sie 1891 ans Theater an der Wien engagiert wurde. Hier fand sie reichliche Förderung seitens der Direktion, wie die beifälligste Aufnahme seitens des Publikums. Gleich in ihren ersten Rollen als „Harriet“ in Armer Jonathan und „Kurfürstin Marie“ in Vogelhändler gewann sie die allgemeine Sympathie. Sie war nahezu acht Jahre die erste Operettensängerin an diesem Theater. Dann folgte sie einem Antrag ans Gärtnerplatztheater in München und wurde 1899 Mitglied des Carl-Schultze-Theaters in Hamburg.
Auch in diesem Wirkungskreis lobte man ihre Stimme, einen höchst kräftigen, volltönenden, geschulten Sopran, der selbst größeren Anforderungen entsprach und durch die geschmackvolle Vortragsweise und die treffliche Aussprache in vorteilhafter Weise gehoben wurde. Von 1901 bis 1902 wirkte die Künstlerin am Lyrischen Theater in Bukarest und wurde im September 1902 ans Jantschtheater in Wien verpflichtet.
Die Künstlerin verheiratete sich 1890 in Wien mit Alexander Fischer, damals Mitglied des Deutschen Volkstheaters.